# 서종철 (1924년)
서종철(徐鐘喆, 1924년 5월 26일 ~ 2010년 11월 20일)은 대한민국의 군인·정치인이다. 전직 제20대 대한민국 국방부 장관 등을 거쳐, 한국야구위원회(KBO)의 전직 제1·2대 총재를 지냈다.

## 생애

### 일생
본관은 달성(達城)이며 경상남도 양산 출생이다. 대한민국 육군 대장 출신인 그는, 육군참모총장과 국방부 장관을 지냈다.
그는 일제 강점기 말기에 일본군 소위로 임관하여 장교가 되었고 8.15 광복 이후 1946년 대한민국 육군사관학교 1기로 대한민국 육군 소위 임관하였으며, 1950년 6·25 한국 전쟁 초기 수도지구방위 임무를 맡고 있던 당시 제8연대장을 지냈다.
육군 소장 시절인 1961년 5월 16일에는 박정희의 군사 쿠데타에 참여하였다. 제20대 국방부 장관 재임 당시 1975년 4월 8일 인혁당 재건위 사건 당시 군법회의에서 8명이 사형판결을 받자, 바로 사형집행이 이뤄졌다. 그 후 그는 육군 대장 시절 전두환과 노태우를 부관으로 두었고, '하나회'의 후원자였다.
2010년 11월 20일에 향년 87세로 사망하였고 국립 대전현충원에 안장되었다.
아들 서승환은 박근혜 정부에서 국토교통부 장관을 지낸 정치가이며 손자인 서배준과 손녀인 가수 겸 연기자 서지영이 있다.

### 주요 경력
- 1954년 육군보병학교 교장
- 1955년 육군 제31사단장
- 1957년 육군 제25사단장
- 1959년 육군본부 군수참모부장
- 1960년 육군 제6관구사령관
- 1961년 육군본부 정보참모부장
- 1962년 육군본부 인사참모부장
- 1963년 육군 제3군단장
- 1965년 합동참모본부장
- 1966년 육군 제1야전군사령관
- 1969년 육군참모차장
- 1969년 제19대 육군참모총장
- 1972년 육군참모총장으로 재직하다가 육군 대장 예편
- 1972년 대통령비서실 안보담당 특별보좌관
- 1973년 제20대 국방부 장관
- 1977년 국방부 장관 직위에서 퇴임
- 1981년 한국반공연맹 이사장
- 1981년 한국총력안보중앙협의회 회장
- 1981년 KBO 총재
- 1988년 KBO 명예총재

## 학력
- 육군사관학교 1기
- 육군보병학교 졸업
- 육군포병학교 졸업
- 미국 미주리 종합군사학원 졸업
- 육군대학 졸업